# Mindre gulbena
Mindre gulbena (Tringa flavipes) är en medelstor nordamerikansk vadare som tillhör familjen snäppor. Den häckar i Alaska och Kanada. Vintertid flyttar den söderut så långt som södra Sydamerika. I Europa är den en tillfällig men återkommande gäst, med bland annat ett 20-tal fynd i Sverige. Den är trots namnet och likartat utseende inte närmare släkt med större gulbena. Arten minskar kraftigt i antal och kategoriseras som sårbar av IUCN.

## Utseende

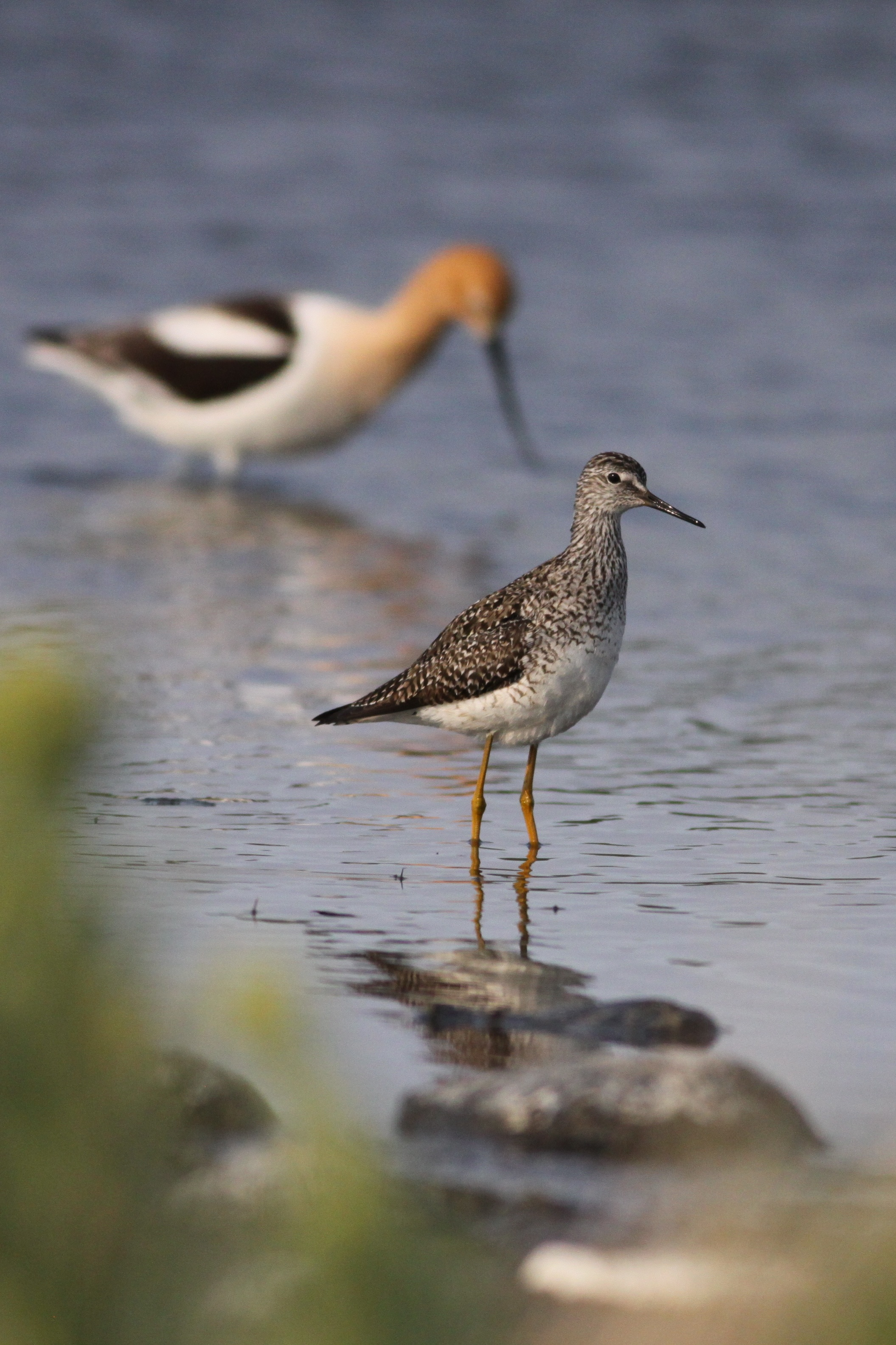
Mindre gulbena med amerikansk skärfläcka (Recurvirostra americana).

Mindre gulbena är med kroppslängden 23–25 cm jämnstor med dammsnäppan och är påtagligt elegant i proportionerna: lång och smal hals, långa ben och långa vingar. Näbben är rak, tunn och svart och benen bjärt gula. Kroppen är gråbrun på ovansidan och vit under, med brunstrimmigt på hals och bröst.
I sitt normala utbredningsområde kan den bara förväxlas med större gulbena, men är påtagligt slankare, näbben är tunnare, rakare, kortare (bara något längre än huvudet) och helmörk. I flykten syns att alla vingpennor är helmörka, där större gulbena är ljusfläckig på armpennor och inre handpennor. I häckningsdräkt är större gulbena i mer utsträckning bandad på flankerna än mindre gulbena, och i juvenil dräkt tydligare streckad på bröstet.
I Europa kan den förväxlas med grönbenan som har likfärgad vit fläck på övergumpen och kan sällsynt ha mattgula ben. Mindre gulbenan skiljer sig dock i proportioner, har kortare ögonbrynsstreck enbart framför ögat, saknar grönbenans mörkare hjässa och näbben är helsvart (grönbenans är tvåfärgad).

## Läte
I flykten hörs den locka med ljusa och klara "tju", ofta enstaka men ibland två till fyra gånger i följd. I tonen ligger den mellan rödbena och dammsnäppa. Större gulbenans lockläte är alltid trestavigt, ljudligare och med sista tonen fallande. Spellätet återges i engelsk litteratur som ett rullande och snabbt upprepat "towidyawid".

## Utbredning och systematik
Mindre gulbena häckar i norra Nordamerika från Alaska till Québec. Den är en flyttfågel och flyttar vintertid till kusten utmed USA, Mexikanska golfen och Sydamerika. Mindre gulbenan behandlas som monotypisk, det vill säga att den inte delas in i några underarter.

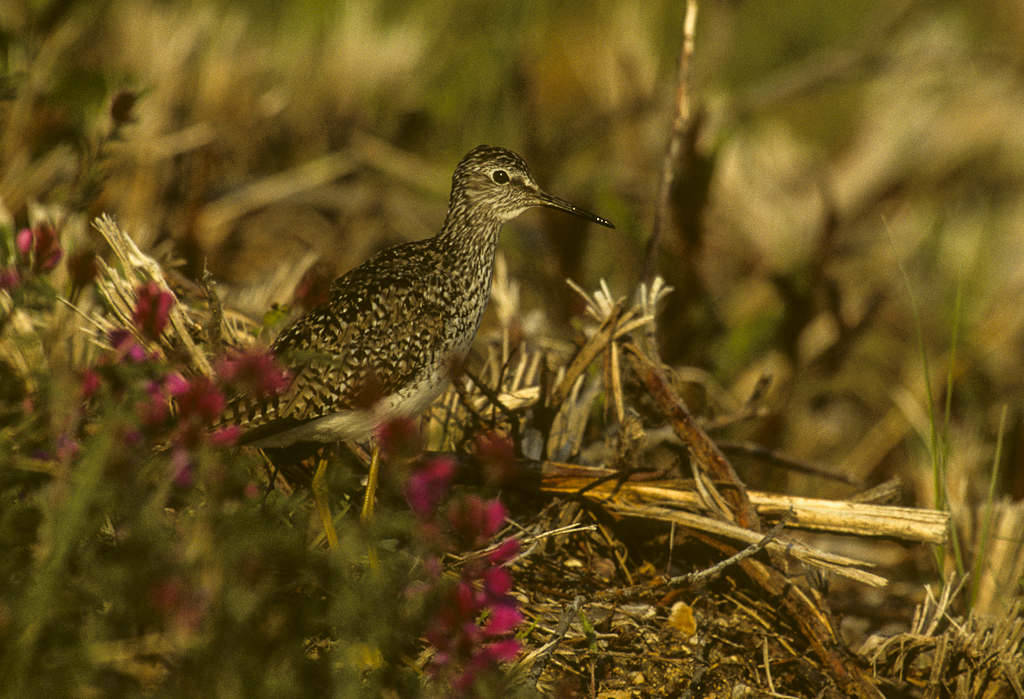
Mindre gulbena fotograferad på häckplats i kanandensiska Churchill.

### Mindre gulbena i Europa
Arten uppträder sällsynt i Europa, likt större gulbena på hösten, men är nästan tio gånger vanligare och påträffas mycket längre österut än denna. I särklass flest fynd finns från Azorerna och Storbritannien, i det senare landet långt över 300.
I Sverige har mindre gulbena setts vid 24 tillfällen, senast 2021. Första fyndet gjordes i Kvismaren i Närke 1969.

### Släktskap
Trots att de är så lika till utseendet är mindre och större gulbena inte särskilt nära släkt. Mindre gulbenas närmaste släkting är förvånande nog istället den avvikande arten willet (Tringa semipalmata).

## Levnadssätt
Mindre gulbena häckar i gläntor nära skogstjärnar på tajga. Boet placeras på marken, oftast på öppna, torra platser. Både hane och hona tar hand om ungarna, men honan tenderar att lämna häckningsområdet innan ungarna kan flyga, medan hanen stannar kvar.

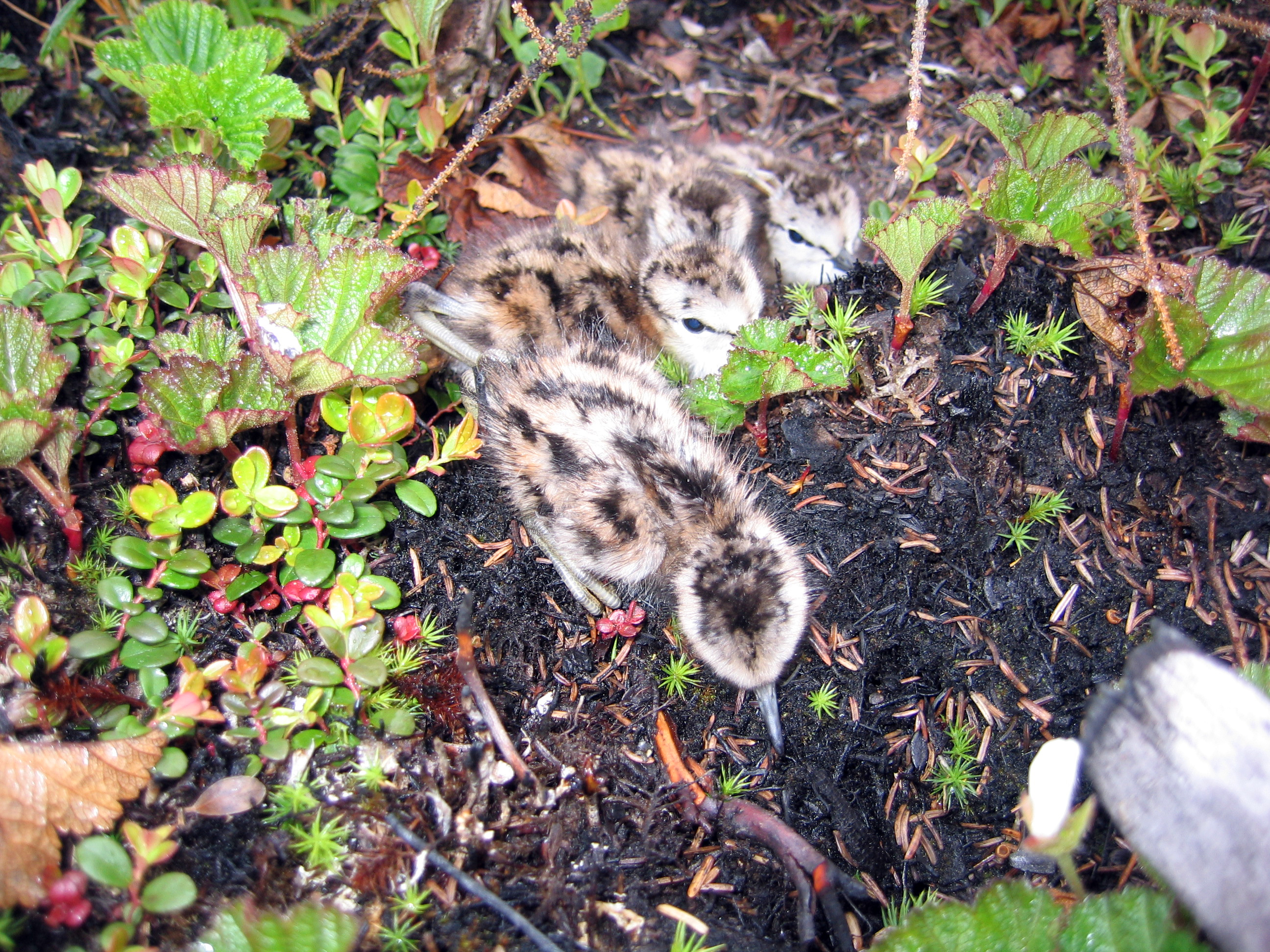
Mindre gulbenans ungar.

Jämfört med större gulbena hittas den i något grundare, mer gräsrika men mindre öppna miljöer. Den födosöker genom att gracilt gå omkring och plocka ryggradslösa djur från vattnet eller marken.

## Status och hot
Arten har ett stort utbredningsområde och en stor världspopulation, men tros minska kraftigt i antal. Beräkningar under flyttningen visar på en minskning med över hälften på tre generationer, medan studier i kärnområden där den häckar tyder på en minskningstakt under samma tidsperiod på 23 %. Sedan 2024 är den därför upptagen på internationella naturvårdsunionen IUCN:s röda lista över utrotningshotade arter, placerad i kategorin sårbar (VU). Världspopulationens storlek är oklar, med ett uppskattat bestånd mellan drygt en halv miljon till hela över 7,5 miljoner häckande individer. Den mest sannolika uppskattningen tros dock vara i den lägre änden av spannet, 650 000 vuxna individer..
Det största hotet mot mindre gulbena tros vara jakt. Arten jagas i vissa delar av Karibien och Sydamerika. På Guadeloupe och Martinique där mindre gulbena är den mest jagade vadarfågeln rapporteras tusentals skjutas varje år. Andra hot mot fågeln är habitatförlust genom skogsavverkning, exploatering, gruvdrift och jordbrukets expandering och intensifiering. Även pesticider och klimatförändringar tros påverka beståndet.

## Namn
Fågeln har på svenska också kallats enbart gulbena och gulbent snäppa. Det vetenskapliga namnet betyder just "gulfotad", efter latinets flavus för "gul" och pes, "fot".